# 2e régiment de chasseurs (royaume de Hollande)
Pour les articles homonymes, voir 2e régiment.
Cet article concerne le régiment portant le numéro 2 entre 1806 et 1807. Pour le régiment portant ce numéro entre 1807 et 1809, voir 1er régiment de chasseurs (Royaume de Hollande).
Le 2e régiment de chasseurs (ou 2e régiment de Jäger) est une unité militaire de la République batave puis du royaume de Hollande, créée en 1805 et dissoute en 1807.

## Création et différentes dénominations
- 1805 : formation du 1er régiment d'infanterie légère par amalgame des 1er et 2e bataillons de chasseurs (Jäger)
- 1806 : renommé 1er régiment de chasseurs (Jäger) puis 2e régiment de chasseurs (le 1er régiment étant celui de la Garde royale)
- 1807 : dissolution

## Historique des opérations
Le régiment est créé en 1805. En août, il fait partie de la division batave de l'armée du général Marmont engagée en Allemagne. Il rejoint en décembre la 1re brigade de la division batave de l'armée du Nord commandée par le prince Louis Bonaparte.
Le régiment est transformé en 1er régiment de chasseurs en 1806 puis prend le numéro 2 lorsque le régiment de chasseurs de la Garde royale est créé. Le 1er bataillon du régiment est rattaché à la 3e division royale hollandaise qui rejoint en novembre 1806 le VIIIe corps de l'armée du Nord (général Mortier). Le régiment est dissous le 1er avril 1807.

## Drapeau
Les deux bataillons du régiment reçoivent le 22 mars 1807 un drapeau chacun. Comme les autres régiments hollandais, il s'agit d'un drapeau inspiré de celui des aigles françaises, avec des triangles rouge et bleu sur les angles, un losange blanc sur la pointe au centre et au milieu de ce losange le lion héraldique hollandais et la dédicace royale.

## Uniformes
En 1805, l'uniforme des chasseurs est vert foncé et le 1er régiment d'infanterie légère reçoit la couleur distinctive jaune. La coiffure, commune à toute l'infanterie, est un bicorne noir uni. Les chasseurs portent après 1806 un shako avec le numéro de régiment en blanc. Les documents d'époque montrent deux couleurs distinctives pour le 2e régiment : rouge ou jaune.